# Karin Leiditz
Karin Lilly Maria Leiditz, posteriorment Ragnhild Jansson i Ragnhild Lörwall, (Hanhals, Halland, 5 de gener de 1896 - Lund, 12 de juny de 1974) va ser una saltadora sueca que va competir en els anys posteriors a la Primera Guerra Mundial.
El 1920 va prendre part en els Jocs Olímpics d'Anvers, on va disputar la prova de palanca de 10 metres del programa de salts. Quedà eliminada en la primera ronda.